# Kwame Quansah
Kwame Quansah (Tema, 24 november 1982) is een Ghanees betaald voetballer die bij voorkeur op het middenveld speelde. In oktober 2008 debuteerde hij in het Ghanees voetbalelftal.

## Biografie

### Clubcarrière
Quansah werd door Ajax naar Nederland gehaald. In het seizoen 2000/2001 speelde hij daarvoor zijn enige wedstrijd in de hoofdmacht. In het seizoen 2001/2002 haalde hij met Jong Ajax de halve finale van het toernooi om de KNVB beker. Gedurende het seizoen 2002/2003 speelde Quansah op huurbasis voor Germinal Beerschot, waarvoor hij elf keer scoorde. Na vervolgens twee seizoenen bij AIK Fotboll keerde hij in 2004 terug in Nederland, bij Heracles Almelo. In zijn eerste jaar bij de club werd hij daarmee kampioen en promoveerde hij naar de Eredivisie.
In 2016 speelde hij in China, bij Qingdao Red Lions.

### Interlands
Op 15 oktober 2008 debuteerde Quansah in het Ghanees voetbalelftal. Na een half uur spelen werd Quansah geblesseerd gewisseld.

## Clubstatistieken
| seizoen | club                        | land               | competitie                    | duels | goals |
| ------- | --------------------------- | ------------------ | ----------------------------- | ----- | ----- |
| 2000/01 | Ajax                        | Vlag van Nederland | Eredivisie                    | 1     | 0     |
| 2001/02 | Ajax                        | Vlag van Nederland | Eredivisie                    | 0     | 0     |
| 2002/03 | → Germinal Beerschot (huur) | Vlag van België    | Eerste klasse                 | 30    | 11    |
| 2003    | → AIK Fotboll (huur)        | Vlag van Zweden    | Allsvenskan                   | 11    | 2     |
| 2004    | → AIK Fotboll (huur)        | Vlag van Zweden    | Allsvenskan                   | 7     | 0     |
| 2004/05 | → Heracles Almelo (huur)    | Vlag van Nederland | Eerste divisie                | 34    | 8     |
| 2005/06 | Heracles Almelo             | Vlag van Nederland | Eredivisie                    | 31    | 5     |
| 2006/07 | Heracles Almelo             | Vlag van Nederland | Eredivisie                    | 32    | 4     |
| 2007/08 | Heracles Almelo             | Vlag van Nederland | Eredivisie                    | 30    | 4     |
| 2008/09 | Heracles Almelo             | Vlag van Nederland | Eredivisie                    | 17    | 0     |
| 2009/10 | Heracles Almelo             | Vlag van Nederland | Eredivisie                    | 32    | 0     |
| 2010/11 | Heracles Almelo             | Vlag van Nederland | Eredivisie                    | 27    | 1     |
| 2011/12 | Heracles Almelo             | Vlag van Nederland | Eredivisie                    | 31    | 3     |
| 2012/13 | Heracles Almelo             | Vlag van Nederland | Eredivisie                    | 32    | 1     |
| 2013/14 | Heracles Almelo             | Vlag van Nederland | Eredivisie                    | 25    | 0     |
| 2016    | Qingdao Red Lions           | Vlag van China     | China Amateur Football League |       |       |
| Totaal  | Totaal                      | Totaal             | Totaal                        | 340   | 39    |

## Erelijst
- Kampioen Eerste Divisie: 2005 (Heracles Almelo)